# Liste der Kulturgüter in Burgdorf (übriges Stadtgebiet)
Die Liste der Kulturgüter in Burgdorf (übriges Stadtgebiet) enthält Objekte in der Gemeinde Burgdorf im Kanton Bern, die gemäss der Haager Konvention zum Schutz von Kulturgut bei bewaffneten Konflikten, dem Bundesgesetz vom 20. Juni 2014 über den Schutz der Kulturgüter bei bewaffneten Konflikten sowie der Verordnung vom 29. Oktober 2014 über den Schutz der Kulturgüter bei bewaffneten Konflikten unter Schutz stehen.
Erfasst sind alle Objekte, die ausserhalb der Burgdorfer Altstadt liegen. Objekte der Kategorien A und B sind vollständig in der Liste enthalten, Objekte der Kategorie C fehlen zurzeit (Stand: 31. Januar 2024). Unter übrige Baudenkmäler sind geschützte Objekte zu finden, die im Bauinventar des Kantons Bern als «schützenswert» verzeichnet sind.

## Kulturgüter
| Foto |                                                                                              | Objekt                                                            | Kat. | Typ | Standort                                                                 | Beschreibung |
| ---- | -------------------------------------------------------------------------------------------- | ----------------------------------------------------------------- | ---- | --- | ------------------------------------------------------------------------ | --- |
| ja   | Datei hochladen · Wikidata zu Siechenhaus und Kapelle (Q2282508)                             | Siechenhaus und Kapelle KGS-Nr.: 00832                            | A    | G   | Kapellenweg 2, 5 614840 / 212450                                         | Um 1500 erbautes und 1798 aufgehobenes Leprosorium. Mächtiger spätgotischer Rechteckbau mit breit ausgefugtem Sandstein-Quadermauerwerk unter weit vorkragendem Knickwalmdach. Daneben steht die 1446 geweihte Siechenhauskapelle (bzw. Bartholomäuskapelle), ein schlichter spätgotischer Rechteckbau unter steilem Satteldach mit offenem Dachreiter. Sie ist eine der wenigen noch erhaltenen Feldkapellen im Kanton Bern. |
| ja   | Datei hochladen · Wikidata zu Kantonales Technikum (Q19362552)                               | Kantonales Technikum KGS-Nr.: 00843                               | A    | G   | Technikumstrasse 7 613810 / 211875                                       | In den Jahren 1892 bis 1894 von Otto Dorer und Adolf Füchslin erbautes Schulgebäude, heute einer der Standorte der Berner Fachhochschule. An der Nordkante des Gsteighügels prominent platzierter Neorenaissance-Bau unter flachem Walmdach mit strenger klassizistischer Fassade. Bestehend aus einem mächtigen Bauquader von repräsentativer Wirkung mit südwestseitig vortretendem Treppenhaustrakt und Seitenflügeln, wobei die Hauptfassade zusätzlich Mittel- und Seitenrisalite aufweist. |
| ja   | Datei hochladen · Wikidata zu Leinenweberei Schmid mit Villa (Q19362553)                     | Leinenweberei Schmid mit Villa KGS-Nr.: 00844                     | A    | G   | Kirchbergstrasse 15, 23 613787 / 212274                                  | Fabrikantenvilla (1868) an der Kirchbergstrasse 15; Fabrikgebäude (1894) im Stil des Historismus an der Kirchbergstrasse 23. Der qualitativ hochstehende Industriebau aus Sichtbackstein besteht aus einem nach Osten orientierten Längstrakt unter Satteldach mit einem risalitartigen Mittelfeld sowie einem westseitig angebauten Webereisaal unter Sheddächern. Gegenüber dem Industriebau von 1868 befindet sich die zuerst (1861) gebaute kleinere Fabrik mit bemerkenswertem Tröcknungsturm für gefärbte Stoffbahnen. Die Villa ist ein symmetrisch angelegter Hausteinbau unter niedrigem Walmdach im Übergang zwischen Spätklassizismus und Frühhistorismus. Bild oben: Villa und Tröckne-Turm; Bild unten: Fabrik |
| ja   | Datei hochladen · Wikidata zu Villa Roth (Q19362555)                                         | Villa Roth KGS-Nr.: 00850                                         | A    | G   | Kreuzgraben 2 614039 / 211759                                            | 1841/42 von Robert Roller I erbaute Villa einer Kaufmannsfamilie im Biedermeierstil, 1882 zu einem Neorenaissance-Schlösschen umgebaut. Das Gebäude ist aufwendig gegliedert und verziert; es besitzt unterschiedlich gestaltete Lukarnen, eine südseitig vortretende Veranda und ein kuppelbekröntes Turm-Belvedere. |
| ja   | Datei hochladen · Wikidata zu Museum Franz Gertsch (Q682543)                                 | Museum Franz Gertsch (Sammlung) KGS-Nr.: 08546                    | A    | S   | Platanenstrasse 3 / Lyssachstrasse 3 614170 / 211895                     | Museumssammlung, welche den Fokus auf Werke des Malers und Grafikers Franz Gertsch legt. Ebenso werden Wechselausstellungen gezeigt, die ein breites Spektrum zeitgenössischer Kunst vorstellen. |
| ja   | Datei hochladen · Wikidata zu Hofgut Villa Schnell (Q19362551)                               | Hofgut Villa Schnell KGS-Nr.: 09126                               | A    | G   | Bernstrasse 53, 55, 57 613749 / 211299                                   | 1866/67 für den Unternehmer Franz Schnell erbaute Villa, zeitweise als Hotel und Aussenstation des Frauengefängnisses Hindelbank genutzt. Nobel wirkender historistischer Hausteinbau unter Mansarddach, inspiriert von französischen Vorbildern des 17. und 18. Jahrhunderts, umgeben von einem englischen Landschaftsgarten. Zum Ensemble gehören auch das Garagen- und Gärtnerhaus sowie der Gartenpavillon im Park, beide 1915 erbaut. |
| ja   | Datei hochladen · Wikidata zu Ehemaliges Niederspital (Q19362547)                            | Ehemaliges Niederspital KGS-Nr.: 09211                            | A    | G   | Metzgergasse 15 614335 / 211813                                          | 1287 erstmals erwähntes Hospital mit Kapelle, ab 1626 als Kornschütte und von 1838 bis 1985 als Schlachthaus genutzt. 1835 durch Robert Roller I im klassizistischen Stil umgebauter, lang gezogener Baukörper unter Satteldach mit kräftig profilierten Haustein-Portalrahmen in der Mittelachse. |
| ja   | Datei hochladen · Wikidata zu Gehöft Grafenscheuren (Q19362548)                              | Gehöft Grafenscheuren KGS-Nr.: 09212                              | A    | G   | Grafenscheuren 1, 2, 4, 5, 8, 9, 10, N.N.1, N.N.2, N.N.3 615137 / 213838 | Im Jahr 1820 neu erbautes Bauernhaus, das zusammen mit Stock, landwirtschaftlichen Nebengebäuden, Brunnen sowie Haus- und Baumgarten einen Gruppenhof von seltener Geschlossenheit bildet. Ständerbau unter imposantem Walmdach mit Halbkreisründe und sehr herrschaftlich wirkender Hauptfassade mit Stichbogenfenstern nach spätbarockem Vorbild. |
| BW   | Datei hochladen · Wikidata zu BLS-Stiftung im ehemaligen Depot EBT (Q117247062)              | BLS-Stiftung im ehemaligen Depot EBT KGS-Nr.: 16944               | A    | S   | Kirchbergstrasse 43c 613663 / 212263                                     | |
| ja   | Datei hochladen · Wikidata zu Kornhaus (Q1784543)                                            | Altes Kornhaus KGS-Nr.: 00824                                     | B    | G   | Kornhausgasse 16 614291 / 211941                                         | 1770 erbauter Getreidespeicher, ab 1818 als Salzmagazin verwendet, von 1991 bis 2005 Standort des Museums für Volkskultur; seit 2012 Verwendung als Brauerei. Frei stehender und kräftiger Barockbau unter mächtigem, weit vorkragendem Knickwalmdach mit Schleppgauben. Die verputzten Fassaden mit relativ wenigen Fenstern besitzen eine Gliederung aus Sandstein. |
| ja   | Datei hochladen · Wikidata zu Ehemalige Bierbrauerei Steinhof (Q29651895)                    | Ehemalige Brauerei Steinhof KGS-Nr.: 00830                        | B    | G   | Steinhof 23 613481 / 211327                                              | 1902 erbautes Sudhaus der ehemaligen Brauerei Steinhof, entstanden bei den seit 1875 in fünf Felskavernen befindlichen Bierlagern. Zweiteiliger, direkt an den Steilhang gestellter Baukörper im romantisierenden Burgenstil des Historismus. Hoher Nordtrakt mit doppelgeschossigem Erdgeschoss, zur Strasse abgewalmtem Satteldach und Quergiebel über dem Treppenhaus; langgezogener Südtrakt unter schwach geneigtem Pultdach. |
| ja   | Datei hochladen · Wikidata zu Ehemalige Flachsspinnerei Miescher (Q29651897)                 | Ehemalige Flachsspinnerei Miescher KGS-Nr.: 00831                 | B    | G   | Sägegasse 18, 18a, 18b, 22, 22a, 22b 614515 / 211735                     | In den Jahren 1840 bis 1842 erbaute Flachsgarn-Spinnerei des Unternehmens «Gebrüder Miescher», 1870 ostseitig verlängert und 1905 aufgestockt. Lang gezogener, durch hohe Rechteckfenster regelmässig gegliederter Massivbau unter Satteldach mit Lukarnen und markantem Treppenturm. Daneben steht am Mülibach der im selben Zeitraum errichtete Westflügel, ein dreiteiliger Massivbau mit erhöhtem Mittelteil und ausgewogener klassizistischer Giebelfassade. |
| ja   | Datei hochladen · Wikidata zu Gedeckte Innere Wynigenbrücke (Q29651904)                      | Gedeckte Innere Wynigenbrücke KGS-Nr.: 00834                      | B    | G   | Wynigenstrasse (11) 614584 / 211981                                      | 1776 erbaute gedeckte Holzbrücke über einen nicht mehr existierenden Flusslauf der Emme. Die Spreng- und Hängewerk-Konstruktion besitzt vier Joche auf drei Pfeilern und zwei Widerlagern, wobei pro Jochseite je zwei parallele, voneinander unabhängige Hängewerke mit zwei Hängesäulen die Unterzüge unter den Längsträgern halten. |
| ja   | Datei hochladen · Wikidata zu Geleise- und Tiefbau AG (ehemalige Werkstätte EBT) (Q29651906) | Geleise- und Tiefbau AG (ehemalige Werkstätte EBT) KGS-Nr.: 00835 | B    | G   | Kirchbergstrasse 43f 613725 / 212280                                     | 1911 für die Emmental-Burgdorf-Thun-Bahn erbauter, markanter dreiteiliger Sichtbacksteinbau mit elegant geschwungenen Satteldächern. Hierbei handelt es sich um eine der ersten Anwendungen des damals neuartigen Hetzerbinder-Bauverfahrens in der Schweiz mit im Innenraum stützenfreien Hallen. |
| ja   | Datei hochladen · Wikidata zu Gewerbehaus Lorraine (ehemalige Bierbrauerei) (Q29651909)      | Gewerbehaus Lorraine (ehemalige Brauerei) KGS-Nr.: 00836          | B    | G   | Lorraine 7 614742 / 212312                                               | 1906/07 erbautes Brauereigebäude, heute verschiedene gewerbliche Nutzungen. Der Sichtbacksteinbau ist ein typischer Vertreter des romantisierenden Burgenstils des Historismus, der um die Jahrhundertwende bei Brauereien beliebt war. Im Erdgeschoss fünf grosse Pfeilerarkaden, darüber Oberbau aus mehrfarbigem Formstein mit dekorativen Elementen wie Fries, Türmchen und Zinnen. |
| ja   | Datei hochladen · Wikidata zu Katholische Kirche (Q29651917)                                 | Katholische Kirche KGS-Nr.: 00842                                 | B    | G   | Friedeggstrasse 10 613728 / 211910                                       | 1901/02 erbautes römisch-katholisches Kirchengebäude im neuromanischen Stil. Die Saalkirche unter Satteldach besitzt als Glockenturm einen mit Spitzhelm gedeckten Giebelreiter. Im Innern einfacher Rechtecksaal mit offenem Dachstuhl, quadratischem Chor und Apsis. Der Schaufront ist ein ziboriumsartiger Portikus vorgelegt, darüber Nische mit Marienfigur. |
| ja   | Datei hochladen · Wikidata zu Ehemalige Farbenfabrik (Q29651920)                             | Lochbach-Bad, ehemalige Farbenfabrik KGS-Nr.: 00846               | B    | G   | Lochbach 10, 18, 19, 21 615130 / 209400                                  | Ende der 1820er Jahre erbautes Fabrikgebäude im Biedermeierstil vor steil aufragender Felswand, 1845 und 1876 erweitert. Lang gezogener, verputzter Baukörper mit Fachwerk und Giebelfassade sowie Eckpilastern, Gesims und Stichbogenfenstern aus Haustein. |
| ja   | Datei hochladen · Wikidata zu Restaurant Bahnhof Oberburg (Q29651922)                        | Restaurant Bahnhof Oberburg KGS-Nr.: 00847                        | B    | G   | Bahnhofstrasse 3 614467 / 209842                                         | 1879 neben dem Bahnhof Oberburg der Burgdorf-Thun-Bahn erbauter Gastronomiebetrieb. Der Sichtriegelbau im Schweizer Holzstil besitzt eine breite, dem Bahnhof zugewandte Schaufront, gebildet durch die Giebelseite des Hauptbaus mit Kuppelturm und der Traufseite des quer dazu gestellten Saaltrakts. Dadurch entsteht ein sorgfältig austariertes Spannungsverhältnis zwischen Symmetrie und Asymmetrie. Seit 2015 Wohn- und Arbeitsraum des Berner Künstlers Luciano Andreani. |
| ja   | Datei hochladen · Wikidata zu Schützenhaus (Q29651925)                                       | Schützenhaus KGS-Nr.: 00848                                       | B    | G   | Wynigenstrasse 13 614545 / 211920                                        | 1784 für die Schützengesellschaft und die Stadt Burgdorf erbautes Schützenhaus, 1836 durch Robert Roller I im klassizistischen Stil erweitert, heute als Restaurant genutzt. Parallel zur Strasse stehender, massiver Hauptbaukörper, rechts und links davon Querflügel in Ständerbauweise mit den ehemaligen Schiessständen; beide Gebäudeteile unter Satteldächern. |
| ja   | Datei hochladen · Wikidata zu Äusseres Sommerhaus (Q29651890)                                | Äusseres Sommerhaus KGS-Nr.: 00849                                | B    | G   | Sommerhaus 1 615329 / 212872                                             | In den Jahren 1775 bis 1777 erbautes Badehaus (anstelle eines Vorgängerbaus von 1659), seit dem 20. Jahrhundert Nutzung als Landgasthof. Stattlicher, ausladender Baukörper im barocken Stil unter weit vorkragendem Knickwalmdach mit Terrasse. Das verputzte Erdgeschoss ruht auf einem hohen Kellersockel, das Obergeschoss ist als grau gestrichenes Fachwerk ausgeführt. |
| ja   | Datei hochladen · Wikidata zu Ziegelhütte (Q29651928)                                        | Ziegelhütte KGS-Nr.: 00851                                        | B    | G   | Ziegelgut 3, 3a 614975 / 210620                                          | Kurz nach 1787 erbaute Ziegelhütte, 1835 durch Robert Roller I erweitert. Dieser bedeutende Zeuge der wirtschaftlichen Entwicklung ist ein imposanter zweiteiliger Baukörper in Ständerbauweise unter abgewalmtem, sehr weit vorkragendem Satteldach von durchgehender Firsthöhe. |
| BW   | Datei hochladen · Wikidata zu Roth-Stiftung (Q27479954)                                      | Roth-Stiftung KGS-Nr.: 08611                                      | B    | S   | Kreuzgraben 2 614055 / 211770                                            | Aus dem Nachlass des Historikers und Käsehändlers Alfred G. Roth gebildete Sammlung und Dokumentation von Kunstwerken zur regionalen Kulturgeschichte, zur Kulturgeschichte des Schweizer Käses sowie der Milch- und Alpwirtschaft. |
| ja   | Datei hochladen · Wikidata zu Burgerarchiv Burgdorf (Q27479951)                              | Burgerarchiv Burgdorf KGS-Nr.: 08859                              | B    | S   | Bernstrasse 5 614081 / 211559                                            | Das bis 1267 zurückreichende Archiv der Burgergemeinde umfasst die vor 1832 entstandenen Verwaltungsunterlagen der alten Stadt Burgdorf und ihrer Herrschaftsgebiete im Oberaargau und im Emmental. Dazu gehören Urkunden, Ratsprotokolle, Gerichts- und Chorgerichtsmanuale, Zinsrödel und weitere Unterlagen mit einem Umfang von rund 80 Laufmetern. |
| ja   | Datei hochladen · Wikidata zu Inneres Sommerhaus (Q29651915)                                 | Inneres Sommerhaus KGS-Nr.: 16170                                 | B    | G   | Inneres Sommerhaus 1, 2, 3, N.N. 614906 / 212635                         | Ländlicher Sommersitz aus dem 16./17. Jahrhundert, um 1790 zu einem winterfesten Wohnhaus umgebaut und 1875 durch Robert Roller II um einen turmartigen Anbau ergänzt. Das herrschaftliche Anwesen des Politikers Karl Schnell ist ein bedeutendes Beispiel des naturverbundenen Lebensstils der landstädtischen Oberschicht im 19. Jahrhundert. Zusammen mit den Nebengebäuden, dem Brunnen, dem Garten und der Hoflinde bildet es eine intakte Anlage von grosser Ausstrahlung. |

## Übrige Baudenkmäler
Hinweis: Anstelle der KGS-Nummer wird als Objekt-Identifikator (ID) die Grundstücksnummer verwendet.
| ID                                          | Foto                                                                                | | Objekt                                                                    | Typ | Standort                                                                                    | Beschreibung |
| ------------------------------------------- | ----------------------------------------------------------------------------------- | --- | ------------------------------------------------------------------------- | --- | ------------------------------------------------------------------------------------------- | --- |
| 1                                           | Der Brunnen existiert nicht mehr.                                                   | Datei hochladen | Waschhäuslibrunnen (1868/69)                                              | K   | Kornhausgasse N.N. 614333 / 211913                                                          | |
| 3                                           | ja                                                                                  | Datei hochladen · Wikidata zu Wohnhaus (1716/1717) (Q126363178)                                                      | Wohnhaus (1716/17)                                                        | G   | Kornhausgasse 5 614315 / 211878                                                             | |
| 5                                           | ja                                                                                  | Datei hochladen · Wikidata zu Untere Badstube (vor 1437 / 1716/1717) (Q126363424)                                    | Untere Badstube (vor 1437 / 1716/17)                                      | G   | Kornhausgasse 13 614254 / 211926                                                            | |
| 5                                           | ja                                                                                  | Datei hochladen · Wikidata zu Wohnhaus mit Läden (1906) (Q126363254)                                                 | Wohnhaus mit Läden (1906)                                                 | G   | Kornhausgasse 13a 614263 / 211933                                                           | |
| 12                                          | ja                                                                                  | Datei hochladen · Wikidata zu Wohnhaus der Unteren Mühle (1868/1869) (Q126363237)                                    | Wohnhaus der Unteren Mühle (1868/69)                                      | G   | Mühlegasse 20 614241 / 211902                                                               | |
| 14                                          | ja                                                                                  | Datei hochladen · Wikidata zu Wohnhaus (1716/1717) (Q126363200)                                                      | Wohnhaus (1716/17)                                                        | G   | Mühlegasse 18 614262 / 211893                                                               | |
| 15                                          | ja                                                                                  | Datei hochladen · Wikidata zu Wohnhaus (1716/1717) (Q126363199)                                                      | Wohnhaus (1716/17)                                                        | G   | Mühlegasse 16 614267 / 211890                                                               | |
| 16                                          | ja                                                                                  | Datei hochladen · Wikidata zu Wohnhaus (1716/1717) (Q126363198)                                                      | Wohnhaus (1716/17)                                                        | G   | Mühlegasse 14 614271 / 211883                                                               | |
| 17                                          | ja                                                                                  | Datei hochladen · Wikidata zu Wohnhaus (1716/1717) (Q126363197)                                                      | Wohnhaus (1716/17)                                                        | G   | Mühlegasse 12, 12a 614277 / 211878                                                          | |
| 18                                          | ja                                                                                  | Datei hochladen · Wikidata zu Wohnhaus (1716/1717) (Q126363196)                                                      | Wohnhaus (1716/17)                                                        | G   | Mühlegasse 10 614285 / 211874                                                               | |
| 19                                          | ja                                                                                  | Datei hochladen · Wikidata zu Brunnen (1816) (Q126363288)                                                            | Brunnen (1816)                                                            | K   | Mühlegasse N.N.1 614248 / 211876                                                            | |
| 21                                          | ja                                                                                  | Datei hochladen · Wikidata zu Wohnhaus (1716/1717) (Q126363175)                                                      | Wohnhaus (1716/17)                                                        | G   | Kornhausgasse 10 614339 / 211892                                                            | |
| 22                                          | ja                                                                                  | Datei hochladen · Wikidata zu Wohnhaus (1716/1717) (Q126363180)                                                      | Wohnhaus (1716/17)                                                        | G   | Kornhausgasse 8 614346 / 211886                                                             | |
| 23                                          | ja                                                                                  | Datei hochladen · Wikidata zu Wohnhaus (1716/1717) (Q126363179)                                                      | Wohnhaus (1716/17)                                                        | G   | Kornhausgasse 6 614352 / 211879                                                             | |
| 24                                          | ja                                                                                  | Datei hochladen · Wikidata zu Wohnhaus (1716/1717) (Q126363177)                                                      | Wohnhaus (1716/17)                                                        | G   | Kornhausgasse 4 614357 / 211874                                                             | |
| 25                                          | ja                                                                                  | Datei hochladen · Wikidata zu Wohnhaus (1716/1717) (Q126363176)                                                      | Wohnhaus (1716/17)                                                        | G   | Kornhausgasse 2 614362 / 211869                                                             | |
| 27                                          | ja                                                                                  | Datei hochladen · Wikidata zu Wohnhaus (1716/1717) (Q126363186)                                                      | Wohnhaus (1716/17)                                                        | G   | Metzgergasse 2 614372 / 211866                                                              | |
| 28                                          | ja                                                                                  | Datei hochladen · Wikidata zu Wohnhaus (15. Jh.) (Q126363192)                                                        | Wohnhaus (15. Jh.)                                                        | G   | Metzgergasse 4 614364 / 211858                                                              | |
| 29                                          | ja                                                                                  | Datei hochladen · Wikidata zu Ehemaliges Korn- und Schulhaus (1716) (Q126363331)                                     | Ehemaliges Korn- und Schulhaus (1716)                                     | G   | Kornhausgasse 7 614314 / 211884                                                             | Ehemaliges Schulhaus, in dem Johann Heinrich Pestalozzi erstmals unterrichtete                                                                           |
| 31                                          | ja                                                                                  | Datei hochladen · Wikidata zu Zwei Wohnhäuser (1716/1717) (Q126363461)                                               | Zwei Wohnhäuser (1716/17)                                                 | G   | Kornhausgasse 1, 3 614325 / 211870                                                          | |
| 32                                          | ja                                                                                  | Datei hochladen · Wikidata zu Neue Apotheke (1904) (Q126363396)                                                      | Neue Apotheke (1904)                                                      | G   | Metzgergasse 6 614333 / 211860                                                              | |
| 33                                          | ja                                                                                  | Datei hochladen · Wikidata zu Brunnen (1810) (Q126363297)                                                            | Brunnen (1810)                                                            | K   | Metzgergasse N.N.3 614319 / 211840                                                          | |
| 33                                          | ja                                                                                  | Datei hochladen · Wikidata zu Brunnen (1868) (Q126363299)                                                            | Brunnen (1868)                                                            | K   | Metzgergasse N.N.2 614277 / 211805                                                          | |
| 34                                          | ja                                                                                  | Datei hochladen · Wikidata zu Wohnhaus (1716/1717) (Q126363206)                                                      | Wohnhaus (1716/17)                                                        | G   | Mühlegasse 8 614293 / 211869                                                                | |
| 35                                          | ja                                                                                  | Datei hochladen · Wikidata zu Wohnhaus (1716/1717) (Q126363204)                                                      | Wohnhaus (1716/17)                                                        | G   | Mühlegasse 6 614300 / 211863                                                                | |
| 36                                          | ja                                                                                  | Datei hochladen · Wikidata zu Wohnhaus (1716/1717) (Q126363202)                                                      | Wohnhaus (1716/17)                                                        | G   | Mühlegasse 4 614305 / 211859                                                                | |
| 36                                          | ja                                                                                  | Datei hochladen · Wikidata zu Obere Mühle (1880/1881) (Q126363397)                                                   | Obere Mühle (1880/81)                                                     | G   | Mühlegasse 2 614314 / 211852                                                                | |
| 37                                          | ja                                                                                  | Datei hochladen · Wikidata zu Wohnhaus mit Läden (1903) (Q126363255)                                                 | Wohnhaus mit Läden (1903)                                                 | G   | Platanenstrasse 2 614185 / 211864                                                           | |
| 39                                          | ja                                                                                  | Datei hochladen · Wikidata zu Wohnhaus (1716) (Q126363205)                                                           | Wohnhaus (1716)                                                           | G   | Mühlegasse 7 614256 / 211861                                                                | |
| 40                                          | ja                                                                                  | Datei hochladen · Wikidata zu Wohnhaus (1716) (Q126363203)                                                           | Wohnhaus (1716)                                                           | G   | Mühlegasse 5 614263 / 211856                                                                | |
| 41                                          | ja                                                                                  | Datei hochladen · Wikidata zu Wohnhaus (1716) (Q126363201)                                                           | Wohnhaus (1716)                                                           | G   | Mühlegasse 3 614269 / 211852                                                                | |
| 42                                          | ja                                                                                  | Datei hochladen · Wikidata zu Wohnhaus (1716) (Q126363195)                                                           | Wohnhaus (1716)                                                           | G   | Mühlegasse 1 614275 / 211846                                                                | |
| 49                                          | ja                                                                                  | Datei hochladen · Wikidata zu Wohnhaus Scharfer Ecken (1716) (Q126363235)                                            | Wohnhaus Scharfer Ecken (1716)                                            | G   | Metzgergasse 8 614292 / 211839                                                              | |
| 50                                          | ja                                                                                  | Datei hochladen · Wikidata zu Wohnhaus (1716) (Q126363181)                                                           | Wohnhaus (1716)                                                           | G   | Metzgergasse 10 614285 / 211833                                                             | |
| 51                                          | ja                                                                                  | Datei hochladen · Wikidata zu Wohnhaus Zur Gedult (1716) (Q126363236)                                                | Wohnhaus Zur Gedult (1716)                                                | G   | Metzgergasse 12 614279 / 211829                                                             | |
| 52                                          | ja                                                                                  | Datei hochladen · Wikidata zu Wohnhaus (1716) (Q126363182)                                                           | Wohnhaus (1716)                                                           | G   | Metzgergasse 14 614274 / 211825                                                             | |
| 53                                          | ja                                                                                  | Datei hochladen · Wikidata zu Wohnhaus (1716) (Q126363183)                                                           | Wohnhaus (1716)                                                           | G   | Metzgergasse 16 614267 / 211820                                                             | |
| 54                                          | ja                                                                                  | Datei hochladen · Wikidata zu Ehemaliges Zunfthaus zu Gerbern (1716) (Q126363457)                                    | Ehemaliges Zunfthaus zu Gerbern (1716)                                    | G   | Metzgergasse 18 614261 / 211816                                                             | |
| 55                                          | ja                                                                                  | Datei hochladen · Wikidata zu Wohnhaus (1716) (Q126363188)                                                           | Wohnhaus (1716)                                                           | G   | Metzgergasse 20 614255 / 211814                                                             | |
| 56                                          | ja                                                                                  | Datei hochladen · Wikidata zu Wohnhaus (nach 1750) (Q126363190)                                                      | Wohnhaus (nach 1750)                                                      | G   | Metzgergasse 22 614249 / 211807                                                             | |
| 57                                          | ja                                                                                  | Datei hochladen · Wikidata zu Meteorologische Station (1895) (Q126363393)                                            | Meteorologische Station (1895)                                            | G   | Technikumstrasse N.N. 614189 / 211826                                                       | |
| 149                                         | ja                                                                                  | Datei hochladen · Wikidata zu Brunnen (um 1870) (Q126363295)                                                         | Brunnen (um 1870)                                                         | K   | Schmiedenrain N.N. 614152 / 211537                                                          | |
| 180                                         | ja                                                                                  | Datei hochladen · Wikidata zu Wohnhaus (1591) (Q126363184)                                                           | Wohnhaus (1591)                                                           | G   | Metzgergasse 17 614315 / 211811                                                             | |
| 181                                         | ja                                                                                  | Datei hochladen · Wikidata zu Wohnhaus / Zunfthaus zu Gerbern (1617) (Q126363185)                                    | Wohnhaus / Zunfthaus zu Gerbern (1617)                                    | G   | Metzgergasse 19 614307 / 211809                                                             | |
| 182                                         | ja                                                                                  | Datei hochladen · Wikidata zu Wohnhaus (um 1800) (Q126363189)                                                        | Wohnhaus (um 1800)                                                        | G   | Metzgergasse 21 614295 / 211805                                                             | |
| 206                                         | ja                                                                                  | Datei hochladen · Wikidata zu Wohnhaus mit Gewerbe (16. Jh.) (Q126363242)                                            | Wohnhaus mit Gewerbe (13. / 14. Jh.)                                      | G   | Metzgergasse 11 614356 / 211823                                                             | |
| 207                                         | ja                                                                                  | Datei hochladen · Wikidata zu Wohnhaus mit Laden (16. Jh.) (Q126363247)                                              | Wohnhaus mit Laden (16. Jh.)                                              | G   | Metzgergasse 9 614362 / 211829                                                              | |
| 208                                         | ja                                                                                  | Datei hochladen · Wikidata zu Wohnhaus (15. Jh.) (Q126363194)                                                        | Wohnhaus (15. Jh.)                                                        | G   | Metzgergasse 7 614367 / 211832                                                              | |
| 209                                         | ja                                                                                  | Datei hochladen · Wikidata zu Wohnhaus (3. Viertel 19. Jh. / 15. Jh.) (Q126363193)                                   | Wohnhaus (3. Viertel 19. Jh./15. Jh.)                                     | G   | Metzgergasse 5 614372 / 211837                                                              | |
| 212                                         | ja                                                                                  | Datei hochladen · Wikidata zu Brunnen (1868/1869) (Q126363287)                                                       | Brunnen (1868/69)                                                         | K   | Metzgergasse N.N.1 614397 / 211868                                                          | |
| 213                                         | ja                                                                                  | Datei hochladen · Wikidata zu Wohnhaus (um 1800) (Q126363232)                                                        | Wohnhaus (um 1800)                                                        | G   | Wynigenstrasse 21 614419 / 211873                                                           | |
| 275                                         | ja                                                                                  | Datei hochladen · Wikidata zu Ehemaliger Verkaufspavillon des EW Burgdorf (1928) (Q126363329)                        | Ehemaliger Verkaufspavillon des EW Burgdorf (1928)                        | G   | Wynigenstrasse 10c 614535 / 211972                                                          | |
| 288                                         | ja                                                                                  | Datei hochladen · Wikidata zu Gotthelfschulhaus (1877/1878) (Q126363370)                                             | Gotthelfschulhaus (1877/78)                                               | G   | Gotthelfstrasse 34 614329 / 211980                                                          | |
| 288                                         | ja                                                                                  | Datei hochladen · Wikidata zu Brunnen (1868) (Q126363278)                                                            | Brunnen (2. Hälfte 19. Jh.)                                               | K   | Gotthelfstrasse N.N.1 614222 / 211995                                                       | |
| 289                                         | ja                                                                                  | Datei hochladen · Wikidata zu Ehemalige Bad- und Waschanstalt (1869) (Q126363316)                                    | Ehemalige Bad- und Waschanstalt (1869)                                    | G   | Gysnauweg 7 614402 / 212077                                                                 | |
| 292                                         | ja                                                                                  | Datei hochladen · Wikidata zu Wohnhaus mit Werkstatt (1866) (Q126363256)                                             | Wohnhaus mit Werkstatt (1866)                                             | G   | Gotthelfstrasse 20 614364 / 211947                                                          | |
| 294                                         | ja                                                                                  | Datei hochladen · Wikidata zu Villa (1886) (Q126363440)                                                              | Villa (1886)                                                              | G   | Wynigenstrasse 20 614434 / 211921                                                           | |
| 323                                         | ja                                                                                  | Datei hochladen · Wikidata zu Silo- und Müllereigebäude (1943/1945) (Q126363411)                                     | Silo- und Müllereigebäude (1943 / 1945)                                   | G   | Kirchbergstrasse 11 614000 / 212258                                                         | |
| 328                                         | ja                                                                                  | Datei hochladen · Wikidata zu Wohnhaus (um 1911) (Q126363143)                                                        | Wohnhaus (um 1911)                                                        | G   | Eystrasse 13 613684 / 212503                                                                | |
| 382                                         | ja                                                                                  | Datei hochladen · Wikidata zu Ehemaliger Tröckne-Turm der Leinwandweberei Schmid (1861) (Q126363327)                 | Ehemaliger Tröckne-Turm der Leinwandweberei Schmid (1861)                 | G   | Kirchbergstrasse 21, 21a 613851 / 212293                                                    | |
| 382                                         | ja                                                                                  | Datei hochladen · Wikidata zu Ehemaliges Kesselhaus der Leinwandweberei Schmid (1894) (Q126363330)                   | Ehemaliges Kesselhaus der Leinwandweberei Schmid (1894)                   | G   | Kirchbergstrasse 25 613830 / 212256                                                         | Bildbeschreibung: Vor dem Gebäude der Stumpf des ehemaligen Schornsteins, linker Bildrand: Tröckne-Turm; rechter Bildrand: Fabrik                        |
| 385                                         | ja                                                                                  | Datei hochladen · Wikidata zu Kirchliches Zentrum Neumatt (1961/1962) (Q55415323)                                    | Kirchliches Zentrum Neumatt (1961/62)                                     | G   | Willestrasse 6 613635 / 212471                                                              | |
| 438                                         | ja                                                                                  | Datei hochladen · Wikidata zu Ehemaliges Spirituslager der Eidgenössischen Alkoholverwaltung (vor 1891) (Q126363339) | Ehemaliges Spirituslager der Eidgenössischen Alkoholverwaltung (vor 1891) | G   | Bucherstrasse 2, 4 613760 / 212152                                                          | |
| 449                                         | ja                                                                                  | Datei hochladen · Wikidata zu Ehemaliges Verwaltungsgebäude der Burgdorf-Thun-Bahn (1881) (Q126363340)               | Ehemaliges Verwaltungsgebäude der Burgdorf-Thun-Bahn (1881)               | G   | Bucherstrasse 1 613862 / 212136                                                             | |
| 450                                         | ja                                                                                  | Datei hochladen · Wikidata zu Bürohaus mit Laden (1881/1882) (Q126363304)                                            | Bürohaus mit Laden (1881/82)                                              | G   | Bahnhofstrasse 88 613891 / 212133                                                           | |
| 458                                         | ja                                                                                  | Datei hochladen · Wikidata zu Ehemaliges Postgebäude (1924/1925) (Q126363337)                                        | Ehemaliges Postgebäude (1924/25)                                          | G   | Bahnhofstrasse 35 614012 / 212123                                                           | |
| 465                                         | ja                                                                                  | Datei hochladen · Wikidata zu Brunnen (1868) (Q126363286)                                                            | Brunnen (1868)                                                            | K   | Lyssachstrasse N.N. 613833 / 212089                                                         | |
| 472                                         | ja                                                                                  | Datei hochladen · Wikidata zu Cinéma Palace (1923) (Q126363307)                                                      | Cinéma Palace (1923)                                                      | G   | Húnyadigässli 4a 613978 / 212073                                                            | |
| 488                                         | ja                                                                                  | Datei hochladen · Wikidata zu Ehemaliges Verwaltungsgebäude der Gas- und Wasserversorgung (1911) (Q126363341)        | Ehemaliges Verwaltungsgebäude der Gas- und Wasserversorgung (1911)        | G   | Lyssachstrasse 83 613723 / 212079                                                           | |
| 506                                         | ja                                                                                  | Datei hochladen · Wikidata zu Geschäftshaus Zum Kyburger (1955) (Q126363369)                                         | Geschäftshaus Zum Kyburger (1955)                                         | G   | Bahnhofstrasse 26 614046 / 212149                                                           | |
| 517                                         | ja                                                                                  | Datei hochladen · Wikidata zu Brunnen (1868) (Q126363292)                                                            | Brunnen (1868)                                                            | K   | Polieregasse N.N. 614326 / 212113                                                           | |
| 519                                         | ja                                                                                  | Datei hochladen · Wikidata zu Wohnhaus mit Gewerbe (1899/1900) (Q126363239)                                          | Wohnhaus mit Gewerbe (1899/1900)                                          | G   | Gotthelfstrasse 46 614220 / 212074                                                          | |
| 520                                         | ja                                                                                  | Datei hochladen · Wikidata zu Ehemalige Zwirnerei Bucher (1916/1917) (Q126363322)                                    | Ehemalige Zwirnerei Bucher (1916/17)                                      | G   | Polieregasse 7 614284 / 212064                                                              | |
| 520                                         | ja                                                                                  | Datei hochladen · Wikidata zu Ehemalige Zwirnerei Bucher (1916/1917) (Q126363320)                                    | Ehemalige Zwirnerei Bucher (1916/17)                                      | G   | Gotthelfstrasse 44 614273 / 212082                                                          | |
| 534                                         | ja                                                                                  | Datei hochladen · Wikidata zu Brunnen (1868) (Q126363279)                                                            | Brunnen (1868)                                                            | K   | Gotthelfstrasse N.N.2 614343 / 211995                                                       | |
| 535; 4223                                   | ja                                                                                  | Datei hochladen · Wikidata zu Wohn- und Geschäftshaus (1914/1916) (Q126363113)                                       | Wohn- und Geschäftshaus (1914/16)                                         | G   | Bahnhofstrasse 14, 16a 614048 / 212077                                                      | |
| 538                                         | ja                                                                                  | Datei hochladen · Wikidata zu Kantonalbank (1917/1918) (Q126363377)                                                  | Kantonalbank (1917/18)                                                    | G   | Bahnhofstrasse 2 614037 / 212002                                                            | |
| 538                                         | ja                                                                                  | Datei hochladen · Wikidata zu Brunnen (1868) (Q126363273)                                                            | Brunnen (1868)                                                            | K   | Bahnhofstrasse N.N. 614032 / 212019                                                         | |
| 540                                         | ja                                                                                  | Datei hochladen · Wikidata zu Wohn- und Geschäftshaus (1903) (Q126363123)                                            | Wohn- und Geschäftshaus (1903)                                            | G   | Lyssachstrasse 12 614099 / 211992                                                           | |
| 544                                         | ja                                                                                  | Datei hochladen · Wikidata zu Villa (1844) (Q126363431)                                                              | Villa (1844)                                                              | G   | Gotthelfstrasse 17 614196 / 212002                                                          | |
| 544                                         | ja                                                                                  | Datei hochladen · Wikidata zu Wirtschaftsgebäude (nach 1840) (Q126363454)                                            | Wirtschaftsgebäude (nach 1840)                                            | G   | Gotthelfstrasse 19 614184 / 212013                                                          | |
| 545                                         | ja                                                                                  | Datei hochladen · Wikidata zu Wohnhaus mit Gewerbe (1927) (Q126363241)                                               | Wohnhaus mit Gewerbe (1927)                                               | G   | Lyssachstrasse 14 614082 / 212016                                                           | |
| 546                                         | ja                                                                                  | Datei hochladen · Wikidata zu Villa / Alters- und Pflegeheim (1865) (Q126363263)                                     | Villa / Alters- und Pflegeheim (1865)                                     | G   | Lyssachstrasse 10 614126 / 211984                                                           | |
| 548                                         | ja                                                                                  | Datei hochladen · Wikidata zu Villa / Pfarrhaus (1862) (Q126363401)                                                  | Villa / Pfarrhaus (1862)                                                  | G   | Lyssachstrasse 6 614164 / 211964                                                            | |
| 552                                         | ja                                                                                  | Datei hochladen · Wikidata zu Wohnhaus mit Laden (1873) (Q126363246)                                                 | Wohnhaus mit Laden (1873)                                                 | G   | Lyssachstrasse 15 614025 / 211963                                                           | |
| 553                                         | ja                                                                                  | Datei hochladen · Wikidata zu Wohn- und Geschäftshaus / Jugendgericht (1849) (Q126363128)                            | Wohn- und Geschäftshaus / Jugendgericht (1849)                            | G   | Lyssachstrasse 11 614055 / 211956                                                           | |
| 555                                         | ja                                                                                  | Datei hochladen · Wikidata zu Villa (1865/1866) (Q126363433)                                                         | Villa (1865/66)                                                           | G   | Lyssachstrasse 5 614133 / 211912                                                            | |
| 559                                         | ja                                                                                  | Datei hochladen · Wikidata zu Wohn- und Bürohaus (1903) (Q126363112)                                                 | Wohn- und Bürohaus (1903)                                                 | G   | Technikumstrasse 8 613945 / 211907                                                          | |
| 560                                         | ja                                                                                  | Datei hochladen · Wikidata zu Wohn- und Geschäftshaus (1912) (Q126363116)                                            | Wohn- und Geschäftshaus (1912)                                            | G   | Friedeggstrasse 5 613985 / 211919                                                           | |
| 561                                         | ja                                                                                  | Datei hochladen · Wikidata zu Wohn- und Geschäftshaus (1903) (Q126363115)                                            | Wohn- und Geschäftshaus (1903)                                            | G   | Friedeggstrasse 3 614002 / 211909                                                           | |
| 562                                         | ja                                                                                  | Datei hochladen · Wikidata zu Villa Sonnegg (1893) (Q126363447)                                                      | Villa Sonnegg (1893)                                                      | G   | Technikumstrasse 6 613964 / 211874                                                          | |
| 563                                         | ja                                                                                  | Datei hochladen · Wikidata zu Stadtpark (1895/96) (Q126363413)                                                       | Stadtpark (1895/96)                                                       | G   | Oberstadtweg N.N. 614061 / 211869                                                           | |
| 564                                         | ja                                                                                  | Datei hochladen · Wikidata zu Amtsersparniskasse (1895/96) (Q126363268)                                              | Amtsersparniskasse (1895/96)                                              | G   | Technikumstrasse 2 614131 / 211826                                                          | |
| 567                                         | ja                                                                                  | Datei hochladen · Wikidata zu Wohnhaus (1909) (Q126363229)                                                           | Wohnhaus (1909)                                                           | G   | Technikumstrasse 16 613783 / 211938                                                         | |
| 574                                         | ja                                                                                  | Datei hochladen · Wikidata zu 1. Ergänzungsbau des kantonalen Technikums (1912) (Q126363262)                         | 1. Ergänzungsbau des kantonalen Technikums (1912)                         | G   | Pestalozzistrasse 28 613797 / 211836                                                        | |
| 587                                         | ja                                                                                  | Datei hochladen · Wikidata zu Villa Röseligarte (1910/1911) (Q126363444)                                             | Villa Röseligarte (1910/11)                                               | G   | Alpenstrasse 1 613830 / 211613                                                              | |
| 587                                         | ja                                                                                  | Datei hochladen · Wikidata zu Gartenpavillon (1911/1912) (Q126363358)                                                | Gartenpavillon (1911/12)                                                  | G   | Alpenstrasse 3 613816 / 211609                                                              | |
| 588                                         | ja                                                                                  | Datei hochladen · Wikidata zu Brunnen (1924) (Q126363290)                                                            | Brunnen (1924)                                                            | G   | Pestalozzistrasse N.N.1 613867 / 211659                                                     | |
| 588                                         | ja                                                                                  | Datei hochladen · Wikidata zu Öffentliche Parkanlage (1911) (Q126363462)                                             | Öffentliche Parkanlage (1911)                                             | G   | Pestalozzistrasse N.N.2 613874 / 211648                                                     | |
| 596                                         | ja                                                                                  | Datei hochladen · Wikidata zu Villa (1860) (Q126363437)                                                              | Villa (1860)                                                              | K   | Pestalozzistrasse 10 613961 / 211707                                                        | |
| 596                                         | ja                                                                                  | Datei hochladen · Wikidata zu Ehemaliges Waschhaus (um 1890) (Q126363342)                                            | Ehemaliges Waschhaus (um 1890)                                            | K   | Pestalozzistrasse 12a 613974 / 211727                                                       | |
| 596                                         | ja                                                                                  | Datei hochladen · Wikidata zu Brunnen (1860) (Q126363289)                                                            | Brunnen (1860)                                                            | K   | Pestalozzistrasse 12c 613953 / 211718                                                       | |
| 596                                         | ja                                                                                  | Datei hochladen · Wikidata zu Gartenpavillon (1915) (Q126363361)                                                     | Gartenpavillon (1915)                                                     | G   | Pestalozzistrasse 12d 613938 / 211696                                                       | |
| 598                                         | ja                                                                                  | Datei hochladen · Wikidata zu Pferdestall und Remise (1902/1903) (Q126363402)                                        | Pferdestall und Remise (1902/03)                                          | G   | Kreuzgraben 4 614013 / 211749                                                               | |
| 598                                         | ja                                                                                  | Datei hochladen · Wikidata zu Ehemaliges Comptoir (1901/1902) (Q126363323)                                           | Ehemaliges Comptoir (1901/02)                                             | G   | Kreuzgraben 6 614040 / 211715                                                               | |
| 598                                         | ja                                                                                  | Datei hochladen · Wikidata zu Brunnenhaus (1895/1896) (Q126363302)                                                   | Brunnenhaus (1895/96)                                                     | G   | Kreuzgraben 6a 614022 / 211732                                                              | |
| 600                                         | ja                                                                                  | Datei hochladen · Wikidata zu Wohnhaus (1912) (Q126363210)                                                           | Wohnhaus (1912)                                                           | G   | Pestalozzistrasse 7 613945 / 211619                                                         | |
| 605                                         | vom öffentlichen Raum aus nicht einsehbar                                           | Datei hochladen · Wikidata zu Gartenpavillon (1912) (Q129454999)                                                     | Gartenpavillon (1912)                                                     | G   | Rosenweg 4a 613830 / 211537                                                                 | |
| 610                                         | ja                                                                                  | Datei hochladen · Wikidata zu Villa Sonnenbühl (1911) (Q126363448)                                                   | Villa Sonnenbühl (1911)                                                   | G   | August-Dür-Weg 4 613934 / 211589                                                            | |
| 611                                         | ja                                                                                  | Datei hochladen · Wikidata zu Villa Dür (1877) (Q126363441)                                                          | Villa Dür (1877)                                                          | G   | Pestalozzistrasse 2 614017 / 211627                                                         | |
| 611                                         | ja                                                                                  | Datei hochladen · Wikidata zu Dependenzgebäude (1877) (Q126363310)                                                   | Dependenzgebäude (1877)                                                   | G   | Pestalozzistrasse 4 614028 / 211651                                                         | |
| 620                                         | ja                                                                                  | Datei hochladen · Wikidata zu Chalet Heiniger (1894) (Q126363306)                                                    | Chalet Heiniger (1894)                                                    | G   | Bernstrasse 14 613940 / 211531                                                              | |
| 628                                         | ja                                                                                  | Datei hochladen · Wikidata zu Gammeterhaus (1834/1835) (Q126363355)                                                  | Gammeterhaus (1834/35)                                                    | G   | Kreuzgraben 16 614100 / 211618                                                              | |
| 628                                         | vom öffentlichen Raum aus nicht einsehbar                                           | Datei hochladen · Wikidata zu Schopf (1834/35) (Q129463866)                                                          | Schopf (1834/35)                                                          | G   | Kreuzgraben 16a 614108 / 211629                                                             | |
| 628                                         | vom öffentlichen Raum aus nicht einsehbar                                           | Datei hochladen · Wikidata zu Gartenpavillon (1834/1835) (Q129459872)                                                | Gartenpavillon (1834/35)                                                  | G   | Kreuzgraben 16b 614124 / 211603                                                             | |
| 641; 643; 644                               | ja                                                                                  | Datei hochladen · Wikidata zu Wohnhäuser (1903) (Q126363259)                                                         | Wohnhäuser (1903)                                                         | G   | Alpenstrasse 31, 33, 35 613629 / 211502                                                     | |
| 645                                         | ja                                                                                  | Datei hochladen · Wikidata zu Einfamilienhaus (1929) (Q126363346)                                                    | Einfamilienhaus (1929)                                                    | G   | Alpenstrasse 29 613657 / 211473                                                             | |
| 649                                         | ja                                                                                  | Datei hochladen · Wikidata zu Chalet Alpina (1894) (Q126363305)                                                      | Chalet Alpina (1894)                                                      | G   | Alpenstrasse 15 613736 / 211559                                                             | |
| 652                                         | ja                                                                                  | Datei hochladen · Wikidata zu Wohnhaus (1877) (Q126363166)                                                           | Wohnhaus (1877)                                                           | G   | Jungfraustrasse 34 613770 / 211503                                                          | |
| 653                                         | ja                                                                                  | Datei hochladen · Wikidata zu Wohnhaus (um 1896) (Q126363168)                                                        | Wohnhaus (um 1896)                                                        | G   | Jungfraustrasse 36 613740 / 211488                                                          | |
| 676                                         | ja                                                                                  | Datei hochladen · Wikidata zu Gasthof und Restaurant Steinhof (1901) (Q126363365)                                    | Gasthof und Restaurant Steinhof (1901)                                    | G   | Bernstrasse 61 613709 / 211307                                                              | |
| 676                                         | ja                                                                                  | Datei hochladen · Wikidata zu Remise des Gasthofs Steinhof (um 1905) (Q126363405)                                    | Remise des Gasthofs Steinhof (um 1905)                                    | G   | Bernstrasse 63 613690 / 211308                                                              | |
| 679                                         | ja                                                                                  | Datei hochladen · Wikidata zu Brunnen (um 1915) (Q126363274)                                                         | Brunnen (um 1915)                                                         | K   | Bernstrasse N.N.2 613846 / 211398                                                           | |
| 693                                         | ja                                                                                  | Datei hochladen · Wikidata zu Brunnen (um 1915) (Q126363275)                                                         | Brunnen (um 1915)                                                         | K   | Bernstrasse N.N.3 613752 / 211322                                                           | |
| 697                                         | ja                                                                                  | Datei hochladen · Wikidata zu Einfamilienhaus (1940) (Q126363348)                                                    | Einfamilienhaus (1940)                                                    | G   | Hofgutweg 53 613827 / 211222                                                                | |
| 724                                         | ja                                                                                  | Datei hochladen · Wikidata zu Wirtschaft zum Freischütz (1874) (Q126363453)                                          | Wirtschaft zum Freischütz (1874)                                          | G   | Bernstrasse 19 613925 / 211435                                                              | |
| 732                                         | ja                                                                                  | Datei hochladen · Wikidata zu Villa (1874) (Q126363438)                                                              | Villa (1874)                                                              | G   | Scheunenstrasse 20 614012 / 211332                                                          | |
| 749                                         | ja                                                                                  | Datei hochladen · Wikidata zu Wohnstock (1870) (Q126363455)                                                          | Wohnstock (1870)                                                          | G   | Oberburgstrasse 26 614020 / 211183                                                          | |
| 750                                         | ja                                                                                  | Datei hochladen · Wikidata zu Villa Joliette (1850) (Q126363442)                                                     | Villa Joliette (1850)                                                     | G   | Oberburgstrasse 2 614093 / 211486                                                           | |
| 752                                         | ja                                                                                  | Datei hochladen · Wikidata zu Ehemaliger Gasthof Emmenhof / Heute Stadtbibliothek (1842 / 1844) (Q126363325)         | Ehemaliger Gasthof Emmenhof / Heute Stadtbibliothek (1842–44)             | G   | Bernstrasse 5 614081 / 211559                                                               | |
| 754                                         | ja                                                                                  | Datei hochladen · Wikidata zu Ehemaliges Lager- und Bürogebäude (1859/60) (Q126363332)                               | Ehemaliges Lager- und Bürogebäude (1859/60)                               | G   | Bernstrasse 9 614029 / 211527                                                               | |
| 755                                         | vom öffentlichen Raum aus nicht einsehbar                                           | Datei hochladen · Wikidata zu Remise der Villa Joliette (um 1850) (Q129596906)                                       | Remise der Villa Joliette (um 1850)                                       | G   | Oberburgstrasse 2a 614088 / 211505                                                          | |
| 755                                         | vom öffentlichen Raum aus nicht einsehbar                                           | Datei hochladen · Wikidata zu Gartenhaus der Villa Joliette (um 1850) (Q129598257)                                   | Gartenhaus der Villa Joliette (um 1850)                                   | G   | Oberburgstrasse 2b 614083 / 211495                                                          | |
| 757                                         | ja                                                                                  | Datei hochladen · Wikidata zu Villa (1909/1910) (Q126363436)                                                         | Villa (1909/10)                                                           | G   | Oberburgstrasse 4 614072 / 211467                                                           | |
| 758                                         | ja                                                                                  | Datei hochladen · Wikidata zu Villa (1877/1878) (Q126363429)                                                         | Villa (1877/78)                                                           | G   | Bernstrasse 13 613995 / 211488                                                              | |
| 759                                         | ja                                                                                  | Datei hochladen · Wikidata zu Gärtnerhaus (um 1895) (Q126363374)                                                     | Gärtnerhaus (um 1895)                                                     | G   | Bernstrasse 15 614000 / 211456                                                              | |
| 760                                         | ja                                                                                  | Datei hochladen · Wikidata zu Käsemagazin (1853) (Q126363384)                                                        | Käsemagazin (1853)                                                        | G   | Scheunenstrasse 3 613968 / 211431                                                           | |
| 762                                         | ja                                                                                  | Datei hochladen · Wikidata zu Ehemaliges Lagerhaus der Tabakfabrik Schürch (1875) (Q126363333)                       | Ehemaliges Lagerhaus der Tabakfabrik Schürch (1875)                       | G   | Oberburgstrasse 8 614066 / 211396                                                           | |
| 762                                         | ja                                                                                  | Datei hochladen · Wikidata zu Villa (1875) (Q126363435)                                                              | Villa (1875)                                                              | G   | Oberburgstrasse 12 614056 / 211367                                                          | |
| 766                                         | ja                                                                                  | Datei hochladen · Wikidata zu Scheunenbrunnen (1892) (Q126363409)                                                    | Scheunenbrunnen (1892)                                                    | K   | Bernstrasse N.N.1 613952 / 211460                                                           | |
| 769                                         | ja                                                                                  | Datei hochladen · Wikidata zu Bauernhaus Frommgut (1842) (Q126363272)                                                | Bauernhaus Frommgut (1842)                                                | G   | Oberburgstrasse 1 614174 / 211500                                                           | |
| 798                                         | ja                                                                                  | Datei hochladen · Wikidata zu Brunnen (1886) (Q126363277)                                                            | Brunnen (1886)                                                            | K   | Frommgutweg N.N. 614352 / 211410                                                            | |
| 803                                         | ja                                                                                  | Datei hochladen · Wikidata zu Villa (1916/1917) (Q126363430)                                                         | Villa (1916/17)                                                           | G   | Frommgutweg 4 614170 / 211412                                                               | |
| 821                                         | ja                                                                                  | Datei hochladen · Wikidata zu Wohnhaus (1900) (Q126363145)                                                           | Wohnhaus (1900)                                                           | G   | Grünaustrasse 24 614202 / 211368                                                            | |
| 823                                         | ja                                                                                  | Datei hochladen · Wikidata zu Doppelwohnhaus (1901) (Q126363314)                                                     | Doppelwohnhaus (1901)                                                     | G   | Grünaustrasse 20, 22 614233 / 211366                                                        | |
| 824                                         | ja                                                                                  | Datei hochladen · Wikidata zu Wohnhaus (1907) (Q126363144)                                                           | Wohnhaus (1907)                                                           | G   | Grünaustrasse 18 614259 / 211364                                                            | |
| 934                                         | ja                                                                                  | Datei hochladen · Wikidata zu Pestalozzischulhaus (1897/1899) (Q126363399)                                           | Pestalozzischulhaus (1897/99)                                             | G   | Sägegasse 15 614595 / 211689                                                                | |
| 938                                         | ja                                                                                  | Datei hochladen · Wikidata zu Gasthof Landhaus (1901) (Q126363364)                                                   | Gasthof Landhaus (1901)                                                   | G   | Sägegasse 33 614494 / 211461                                                                | |
| 943                                         | ja                                                                                  | Datei hochladen · Wikidata zu Wohn- und Geschäftshaus (1896/1897) (Q126363127)                                       | Wohn- und Geschäftshaus (1896/97)                                         | G   | Wynigenstrasse 19 614484 / 211903                                                           | |
| 988                                         | ja                                                                                  | Datei hochladen · Wikidata zu Ehemaliges Weinhändler-Comptoir (1892/1893) (Q126363343)                               | Ehemaliges Weinhändler-Comptoir (1892/93)                                 | G   | Hofgutweg 3 613935 / 211122                                                                 | |
| 1007                                        | BW                                                                                  | Datei hochladen · Wikidata zu Lagerhaus (1935/1936) (Q126363385)                                                     | Lagerhaus (1935/36)                                                       | G   | Kirchbergstrasse 107 613149 / 212512                                                        | |
| 1045                                        | ja                                                                                  | Datei hochladen · Wikidata zu Trockenturm (1960/1961) (Q126363421)                                                   | Trockenturm (1960/61)                                                     | G   | Kirchbergstrasse 217 612433 / 212969                                                        | |
| 1241                                        | ja                                                                                  | Datei hochladen · Wikidata zu Wohnhaus (um 1896) (Q126363233)                                                        | Wohnhaus (um 1896)                                                        | G   | Wynigenstrasse 6 614615 / 212050                                                            | |
| 1320                                        | ja                                                                                  | Datei hochladen · Wikidata zu Wohnhaus mit Läden (um 1900) (Q126363252)                                              | Wohnhaus mit Läden (um 1900)                                              | G   | Dammstrasse 62 614018 / 212388                                                              | |
| 1483                                        | ja                                                                                  | Datei hochladen · Wikidata zu Felseggschlösschen (1866) (Q126363354)                                                 | Felseggschlösschen (1866)                                                 | G   | Felsegghöheweg 21, 21a, 23 614122 / 212605                                                  | |
| 1492                                        | ja                                                                                  | Datei hochladen · Wikidata zu Primarschulanlage Neumatt mit Kindergarten (1951/1952) (Q126363403)                    | Primarschulanlage Neumatt mit Kindergarten (1951/52)                      | G   | Guisanstrasse 28, 30, 32 613509 / 212723                                                    | Im Bild oben: Ostseite (Schulhaus); unten: Westseite (links: Schulhaus; rechts: Turnhalle)                                                               |
| 1576                                        | ja                                                                                  | Datei hochladen · Wikidata zu Ehemaliges Ofenhaus (Mitte 19. Jh.) (Q126363335)                                       | Ehemaliges Ofenhaus (Mitte 19. Jh.)                                       | G   | Meiemoos 2 612175 / 211792                                                                  | |
| 1576                                        | ja                                                                                  | Datei hochladen · Wikidata zu Scheune mit kleinem Wohnteil (1856/1857) (Q126363408)                                  | Scheune mit kleinem Wohnteil (1856/57)                                    | G   | Meiemoos 4 612087 / 211818                                                                  | |
| 1595                                        | ja                                                                                  | Datei hochladen · Wikidata zu Ehemalige Leichenhalle (1893) (Q126363317)                                             | Ehemalige Leichenhalle (1893)                                             | G   | Friedhof 6 613303 / 211403                                                                  | |
| 1679; 1680; 1681                            | ja                                                                                  | Datei hochladen · Wikidata zu Eisenbahner-Genossenschaftssiedlung Lerchenbühl (1912) (Q126363352)                    | Eisenbahner-Genossenschaftssiedlung Lerchenbühl (1912)                    | G   | Blattnerweg 1–27 / Lerchenbühlweg 31–69 612933 / 212162                                     | Im Bild Lerchenbühlweg: Links, kleineres Haus am Strassenanfang und rechts mehrere grössere Siedlungshäuser                                              |
| 1652                                        | ja                                                                                  | Datei hochladen · Wikidata zu Villa (1903) (Q126363439)                                                              | Villa (1903)                                                              | G   | Steinhofstrasse 52 613224 / 211632                                                          | |
| 1685                                        | ja                                                                                  | Datei hochladen · Wikidata zu Bauernhaus (1881) (Q126363271)                                                         | Bauernhaus (1881)                                                         | G   | Lerchenboden 3 612875 / 211894                                                              | |
| 1769                                        | ja                                                                                  | Datei hochladen · Wikidata zu Wohnhaus (1911) (Q126363137)                                                           | Wohnhaus (1911)                                                           | G   | Alpenstrasse 14 613660 / 211560                                                             | |
| 1795                                        | ja                                                                                  | Datei hochladen · Wikidata zu Villa Schnell (1916/1917) (Q126363445)                                                 | Villa Schnell (1916/17)                                                   | G   | Jungfraustrasse 4 613697 / 211814                                                           | |
| 1805                                        | ja                                                                                  | Datei hochladen · Wikidata zu Villa (1924) (Q126363432)                                                              | Villa (1924)                                                              | G   | Höhenweg 2 613651 / 211744                                                                  | |
| 1807                                        | ja                                                                                  | Datei hochladen · Wikidata zu Doppeleinfamilienhaus (1907) (Q126363311)                                              | Doppeleinfamilienhaus (1907)                                              | G   | Pestalozzistrasse 37, 39 613744 / 211830                                                    | |
| 1813                                        | ja                                                                                  | Datei hochladen · Wikidata zu Ergänzungsgebäude des Gymnasiums (1958) (Q126363353)                                   | Ergänzungsgebäude des Gymnasiums (1958)                                   | G   | Jungfraustrasse 23, 25 613706 / 211716                                                      | |
| 1813                                        | ja                                                                                  | Datei hochladen · Wikidata zu Gsteigturnhalle (1930/1931) (Q126363372)                                               | Gsteigturnhalle (1930/31)                                                 | G   | Jungfraustrasse 27 613735 / 211676                                                          | |
| 1817                                        | ja                                                                                  | Datei hochladen · Wikidata zu Wohnhaus (1906) (Q126363165)                                                           | Wohnhaus (1906)                                                           | G   | Jungfraustrasse 29 613750 / 211633                                                          | |
| 1819                                        | ja                                                                                  | Datei hochladen · Wikidata zu Gymnasium (1902 / 1904) (Q126363373)                                                   | Gymnasium (1902/04)                                                       | G   | Pestalozzistrasse 17 613841 / 211692                                                        | |
| 1852                                        | ja                                                                                  | Datei hochladen · Wikidata zu Wohnhaus (1916) (Q126363164)                                                           | Wohnhaus (1916)                                                           | G   | Jungfraustrasse 28 613712 / 211631                                                          | |
| 1855                                        | ja                                                                                  | Datei hochladen · Wikidata zu Wohnhaus (1926) (Q126363139)                                                           | Wohnhaus (1926)                                                           | G   | Alpenstrasse 71 613333 / 211724                                                             | |
| 1857                                        | ja                                                                                  | Datei hochladen · Wikidata zu Gartenpavillon (1918) (Q126363359)                                                     | Gartenpavillon (1918)                                                     | G   | Jungfraustrasse 30b 613730 / 211617                                                         | |
| 1887, 1888; 1760–1762; 1743–1754, 1756–1759 | ja                                                                                  | Datei hochladen · Wikidata zu Genossenschaftssiedlung Gsteig (1919) (Q126363367)                                     | Genossenschaftssiedlung Gsteig (1919)                                     | G   | Chasseralweg 2, 4 / Pestalozzistrasse 53, 55, 57 / Weissensteinstrasse 1–31 613524 / 211778 | Bild oben: Ecke Chasseralweg/Spielweg Bild unten: Ecke Pestalozzistrasse/Weissensteinstrasse (diagonal gegenüber liegende Ecken des rechteckigen Areals) |
| 1920                                        | ja                                                                                  | Datei hochladen · Wikidata zu Wohnhaus (1908) (Q126363230)                                                           | Wohnhaus (1908)                                                           | G   | Technikumstrasse 20 613726 / 211947                                                         | |
| 1921                                        | ja                                                                                  | Datei hochladen · Wikidata zu Villa Jurablick (1902) (Q126363443)                                                    | Villa Jurablick (1902)                                                    | G   | Technikumstrasse 18 613748 / 211944                                                         | |
| 1940; 1941; 1942                            | ja                                                                                  | Datei hochladen · Wikidata zu Mehrfamilienhaus (1903) (Q126363390)                                                   | Mehrfamilienhaus (1903)                                                   | G   | Technikumstrasse 17, 19, 21 613634 / 211947                                                 | |
| 1945                                        | ja                                                                                  | Datei hochladen · Wikidata zu Mehrfamilienhaus (1903) (Q126363391)                                                   | Mehrfamilienhaus (1903)                                                   | G   | Technikumstrasse 9, 11 613693 / 211924                                                      | |
| 1953                                        | ja                                                                                  | Datei hochladen · Wikidata zu Katholisches Kirchgemeindehaus (1967/1968) (Q126363378)                                | Katholisches Kirchgemeindehaus (1967/68)                                  | G   | Friedeggstrasse 14 613710 / 211894                                                          | |
| 2045                                        | ja                                                                                  | Datei hochladen · Wikidata zu Industriehalle (1966/1967) (Q126363375)                                                | Industriehalle (1966/67)                                                  | G   | Vögeligut 8 614671 / 209426                                                                 | Werk von Heinz Isler, 1966/67 errichtet |
| 2158                                        | ja                                                                                  | Datei hochladen · Wikidata zu Wohnhaus (um 1900) (Q126363140)                                                        | Wohnhaus (um 1900)                                                        | G   | Bahnhofstrasse 12 614430 / 209937                                                           | |
| 2183                                        | 2020: Das Gut ist mit Büschen und Bäumen zugewachsen und schon teilweise zerfallen. | Datei hochladen | Bleichegut (um 1720/30)                                                   | G   | Oberburgstrasse 81 614026 / 210253                                                          | |
| 2183                                        | 2020: Die Brunnensäule ist eingestürzt, und der Trog ist zerbrochen.                | Datei hochladen | Brunnen (1700/24)                                                         | K   | Oberburgstrasse N.N. 614038 / 210268                                                        | |
| 2209                                        | ja                                                                                  | Datei hochladen · Wikidata zu Mess- und Pumpenstation (1916) (Q126363392)                                            | Mess- und Pumpenstation (1916)                                            | G   | Ischlag 2 614586 / 210545                                                                   | |
| 2260                                        | ja                                                                                  | Datei hochladen · Wikidata zu Einfamilienhaus (1912) (Q126363347)                                                    | Einfamilienhaus (1912)                                                    | G   | Burgergasse 48 614245 / 210903                                                              | |
| 2473                                        | ja                                                                                  | Datei hochladen · Wikidata zu Wohnhaus (1920/1926) (Q126363228)                                                      | Wohnhaus (1920/26)                                                        | G   | Schönbühlweg 17 613427 / 211143                                                             | |
| 2473                                        | ja                                                                                  | Datei hochladen · Wikidata zu Garten- und Aussichtspavillon (um 1925) (Q126363356)                                   | Garten- und Aussichtspavillon (um 1925)                                   | G   | Schönbühlweg 17a 613446 / 211113                                                            | |
| 2494                                        | ja                                                                                  | Datei hochladen · Wikidata zu Einfamilienhaus (1951/1952) (Q126363349)                                               | Einfamilienhaus (1951/52)                                                 | G   | Zähringerstrasse 30 613548 / 211142                                                         | |
| 2558                                        | ja                                                                                  | Datei hochladen · Wikidata zu Lochbachbad (1840/1844) (Q126363386)                                                   | Lochbachbad (1840/44)                                                     | G   | Lochbach 10 615079 / 209555                                                                 | |
| 2570                                        | ja                                                                                  | Datei hochladen · Wikidata zu Bauernhaus (1713/1715) (Q126363270)                                                    | Bauernhaus (1713/15)                                                      | G   | Bättwil 1 615208 / 210120                                                                   | Bild links: Scheunenteil, Bild rechts: Wohnteil |
| 2589                                        | ja                                                                                  | Datei hochladen · Wikidata zu Ehemalige Wasenmeisterei (1754/1756) (Q126363318)                                      | Ehemalige Wasenmeisterei (1754/56)                                        | G   | Waldegg 4 614673 / 211348                                                                   | |
| 2589                                        | ja                                                                                  | Datei hochladen · Wikidata zu Waldegg-Brücke (1913) (Q126363449)                                                     | Waldegg-Brücke (1913)                                                     | G   | Waldeggbrücke N.N. 614621 / 211363                                                          | |
| 2595                                        | ja                                                                                  | Datei hochladen · Wikidata zu Schwimmbad (1929) (Q126363410)                                                         | Schwimmbad (1929)                                                         | G   | Sägegasse 23 614664 / 211558                                                                | |
| 2619                                        | ja                                                                                  | Datei hochladen · Wikidata zu Brunnen (1737) (Q126363296)                                                            | Brunnen (1737)                                                            | K   | Sommerhaus N.N. 615323 / 212842                                                             | |
| 2655                                        | ja                                                                                  | Datei hochladen · Wikidata zu Ofenhaus-Speicher (1823) (Q126363398)                                                  | Ofenhaus-Speicher (1823)                                                  | G   | Bifang 5 615226 / 213433                                                                    | |
| 2655                                        | ja                                                                                  | Datei hochladen · Wikidata zu Bauernhaus (um 1700) (Q126363269)                                                      | Bauernhaus (um 1700)                                                      | G   | Bifang 7 615202 / 213451                                                                    | |
| 2676                                        | ja                                                                                  | Datei hochladen · Wikidata zu Wohnüberbauung Lorraine (1976) (Q126363456)                                            | Wohnüberbauung Lorraine (1976)                                            | G   | Lorraine 12a, 12b, 12c, 12d, 12e, 12f 614655 / 212308                                       | Konzipiert und erbaut durch Atelier 5 |
| 2807                                        | ja                                                                                  | Datei hochladen · Wikidata zu Markthalle (1931/32) (Q126363387)                                                      | Markthalle (1931/32)                                                      | G   | Sägegasse 19 614623 / 211568                                                                | |
| 3471                                        | ja                                                                                  | Datei hochladen · Wikidata zu Tennishalle (1979) (Q126363417)                                                        | Tennishalle (1979)                                                        | G   | Zähringerstrasse 39 613738 / 210915                                                         | Werk von Heinz Isler, 1979 errichtet |
| 3488                                        | ja                                                                                  | Datei hochladen · Wikidata zu Ehemaliges Ofenhaus des Schlossgutes (1792) (Q126363336)                               | Ehemaliges Ofenhaus des Schlossgutes (1792)                               | G   | Oberburgstrasse 22 614035 / 211207                                                          | |
| 3776                                        | ja                                                                                  | Datei hochladen · Wikidata zu Wohnhaus (um 1870) (Q126363142)                                                        | Wohnhaus (um 1870)                                                        | G   | Dammstrasse 6 614279 / 212207                                                               | |
| 3819                                        | ja                                                                                  | Datei hochladen · Wikidata zu Eisenbahnbrücke (1925) (Q126363351)                                                    | Eisenbahnbrücke (1925)                                                    | G   | Lorraine N.N.3 614576 / 212307                                                              | |
| 3868                                        | ja                                                                                  | Datei hochladen · Wikidata zu Wohnhaus (1895) (Q126363231)                                                           | Wohnhaus (1895)                                                           | G   | Wynigenstrasse 2 614660 / 212069                                                            | |
| 3927                                        | ja                                                                                  | Datei hochladen · Wikidata zu Brunnen (1895) (Q126363285)                                                            | Brunnen (1895)                                                            | K   | Lorraine N.N.2 614715 / 212233                                                              | |
| 4027                                        | ja                                                                                  | Datei hochladen · Wikidata zu Wohnhaus (1872/1874) (Q126363225)                                                      | Wohnhaus (1874)                                                           | G   | Scheunenstrasse 10 613958 / 211399                                                          | |
| 4031                                        | ja                                                                                  | Datei hochladen · Wikidata zu Untere Mühle (1716) (Q126363426)                                                       | Untere Mühle (1716)                                                       | G   | Mühlegasse 22 614247 / 211914                                                               | |
| 4056                                        | ja                                                                                  | Datei hochladen · Wikidata zu Ehemaliges Firmencomptoir (1873) (Q126363324)                                          | Ehemaliges Firmencomptoir (1873)                                          | G   | Lyssachstrasse 8 614147 / 211977                                                            | |
| 4115                                        | ja                                                                                  | Datei hochladen · Wikidata zu Ehemaliges Schlossgut (1700) (Q126363338)                                              | Ehemaliges Schlossgut (1700)                                              | G   | Oberburgstrasse 24, 24a 614000 / 211207                                                     | |
| 4247                                        | ja                                                                                  | Datei hochladen · Wikidata zu Torwarthaus (1716/1717) (Q126363419)                                                   | Torwarthaus (1716/17)                                                     | G   | Mühlegasse 11 614232 / 211887                                                               | |
| 4807                                        | ja                                                                                  | Datei hochladen · Wikidata zu Brunnen (um 1870/1880) (Q126363281)                                                    | Brunnen (um 1870/80)                                                      | K   | Kirchbergstrasse N.N. 614025 / 212271                                                       | |
| 4829                                        | ja                                                                                  | Datei hochladen · Wikidata zu Turnhalle (1896/1897) (Q126363423)                                                     | Turnhalle (1896/97)                                                       | G   | Sägegasse 17 614579 / 211573                                                                | |